# 黎淳
黎淳（1423年—1492年），字太樸，號樸庵，湖廣岳州府華容縣人，明朝政治人物。

## 生平
生於明成祖永樂二十一年（1423年）十一月二十九日，行五，本姓楊，後從姑父姓黎。少年即作詩《詠爆竹》：“自憐結束小身材，一點芳心未肯灰。時機到時寒焰發，萬人頭上一聲雷”。治《書經》，由縣學增廣生中式湖廣鄉試第二十四名舉人，年三十四歲中式明英宗天順元年（1457年）丁丑科會試第二十五名，第一甲第一名進士（狀元）。授翰林院修撰。官至南京禮部尚書。學者稱樸庵先生。卒於明孝宗弘治五年（1492年）。

## 家族
曾祖黎元勳；祖黎仕禎；父黎斌，縣丞；母生母元氏；繼母王氏。永感下，妻金氏，兄濬，弟沾；滄。